# Michael Guggenheimer
Michael Guggenheimer (* 8. Oktober 1946 in Tel Aviv) ist ein Schweizer Journalist, Schriftsteller und Fotograf.

## Leben
Michael Guggenheimer wuchs in Tel Aviv und Amsterdam auf, studierte Zeitgeschichte und Sozialpsychologie in Zürich und war von 1989 bis 2003 Leiter des Kommunikationsdepartementes der Schweizer Kulturstiftung Pro Helvetia.
Von 2007 bis 2010 war er gemeinsam mit Katarina Holländer Kurator der Ausstellung Ein gewisses jüdisches Etwas in Zürich, München, Augsburg und Frankfurt am Main. 2007 erhielt Guggenheimer für seinen kulturellen Einsatz in der deutsch-polnischen Doppelstadt die Europe medal of the European City Görlitz/Zgorzelec.
Er war von 2013 bis 2018 Präsident des Deutschschweizer PEN Zentrums (DSPZ). Gemeinsam mit Heinz Egger schreibt er auf buchort.ch über Buchhandlungen, Bibliotheken, Antiquariate und andere Orte, an denen das Buch im Mittelpunkt steht. Seit Frühling 2020 betreibt er den Blog filmeinwurf.ch, auf dem er Beiträge zu Themen rund um Fotografie schreibt. Denn mit Fotografie und Kameras beschäftigt sich Michael Guggenheimer seit seiner Kindheit.

## Werke
- Görlitz. Schicht um Schicht. Spuren einer Zukunft. Lusatia Verlag, Bautzen/Dresden 2004.
- Tel Aviv – Hafuch Gadol und Warten im Mersand.[4] Edition Clandestin, Biel 2013, ISBN 978-3-905297-42-3.
- Anderen beistehen. Die Freiheit des Wortes verteidigen. Reflexion zum Text der Kantate von Johann Sebastian Bach: Falsche Welt, dir trau ich nicht!, BWV 52. Anlässlich der Aufführung in der ref. Kirche Trogen am 21. November 2014.
  - auf DVD: Miriam Feuersinger (Sopran), Chor und Orchester der J. S. Bach-Stiftung, Rudolf Lutz (Leitung). Samt Einführungsworkshop mit Karl Graf und Rudolf Lutz sowie Reflexion von Michael Guggenheimer. Gallus Media, 2015.[5]